# Liste der Anime-Titel/W

## W
| Name                                                                                        | Alternative Namen                                                                               | Veröffentlichungsjahr | Studio(s)                     |
| ------------------------------------------------------------------------------------------- | ----------------------------------------------------------------------------------------------- | --------------------- | ----------------------------- |
| Waga Seishun no Arcadia                                                                     | わが青春のアルカディア                                                                          | 1982 als Film         | Tōei Animation                |
| ↳ Waga Seishun no Arcadia – Mugen Kido SSX (22 Folgen)                                      | わが青春のアルカディア・無限軌道SSX                                                             | 1982 als Fernsehserie | Tōei Animation                |
| Wagamama High Spec (? Folgen)                                                               | ワガママハイスペック, Wagamama Hai Supekku                                                      | 2016 als Fernsehserie | Axsiz                         |
| Wagaya no Oinari-sama. (24 Folgen)                                                          | 我が家のお稲荷さま。                                                                            | 2008 als Fernsehserie | Zexcs                         |
| Wakaba Girl (13 Folgen)                                                                     | わかば＊ガール, Wakaba Gāru                                                                     | 2015 als Fernsehserie | Nexus                         |
| Wakako-zake (12 Folgen)                                                                     | ワカコ酒                                                                                        | 2015 als Fernsehserie | Office DCI                    |
| Wake Up, Girls! (12 Folgen)                                                                 |                                                                                                 | 2014 als Fernsehserie | Ordet, Tatsunoko Pro          |
| ↳ Wake Up, Girl Zoo! (10 Folgen)                                                            | うぇいくあっぷがーるZOO!, Weiku Appu Gāru Zoo!                                                  | 2014 als Web-Anime    | Ordet, Studio Moriken         |
| ↳ Wake Up, Girls! Seishun no Kage                                                           | Wake Up, Girls! 青春の影                                                                        | 2015 als Film         | Ordet, Millepensee            |
| ↳ Wake Up, Girls! Beyond the Bottom                                                         |                                                                                                 | 2015 als Film         | Ordet, Millepensee            |
| Walkure Romanze (12 Folgen)                                                                 | ワルキューレ ロマンツェ, Warukyūre Romantse                                                     | 2013 als Fernsehserie | Eight Bit                     |
| Wandering Witch: The Journey of Elaina (12 Folgen)                                          | 魔女の旅々, Majo no Tabitabi                                                                    | 2020 als Fernsehserie | C2C                           |
| Wanna-Be’s (eine Folge)                                                                     | ウォナビーズ, Wonabīzu                                                                          | 1986 als OVA          | Artmic, AIC, Animate Film     |
| Watashi ga Motenai no wa Dō Kangaete mo Omaera ga Warui! (12 Folgen)                        | 私がモテないのはどう考えてもお前らが悪い!                                                       | 2013 als Fernsehserie | Silver Link                   |
| Watashi ga Motete Dō Sunda (12 Folgen)                                                      | 私がモテてどうすんだ                                                                            | 2016 als Fernsehserie | Brain’s Base                  |
| Wan Wan Chūshingura                                                                         |                                                                                                 | 1963 als Film         | Tōei Animation                |
| Wanpaku Oji no Orochi Taiji                                                                 | わんぱく王子の大蛇退治                                                                          | 1963 als Film         | Tōei Animation                |
| Das wandelnde Schloss (Anime)                                                               | ハウルの動く城, Hauru no Ugoku Shiro                                                            | 2004 als Film         | Studio Ghibli                 |
| Warau Salesman (103 Folgen)                                                                 | 笑ゥせぇるすまん, Warau Serusuman                                                               | 1989 als Fernsehserie | Shin’ ei Dōga                 |
| ↳ The Laughing Salesman (12 Folgen)                                                         | 笑ゥせぇるすまんNEW, Warau Serusuman New, Warau Salesman New                                    | 2017 als Fernsehserie | Shin’ ei Dōga                 |
| Weathering Continent                                                                        | 風の大陸, Kaze no Tairiku                                                                       | 1992 als Film         | Production I.G                |
| Wedding Peach – Die Engel der Liebe (51 Folgen)                                             | 愛天使伝説ウェディング・ピーチ, Ai Tenshi Densetsu Wedding Peach                                | 1995 als Fernsehserie | KSS, Oriental Light and Magic |
| ↳ Wedding Peach – Die Engel der Liebe DX (4 Folgen)                                         | 愛天使伝説ウェディング・ピーチDX, Ai Tenshi Densetsu Wedding Peach DX                           | 1996 als OVA          | KSS, Oriental Light and Magic |
| Weiß Kreuz (25 Folgen)                                                                      | ヴァイスクロイツ                                                                                | 1998 als Fernsehserie | Magic Bus                     |
| ↳ Weiß Kreuz Verbrechen & Strafe (2 Folgen)                                                 |                                                                                                 | 2000 als OVA          | Triangle Staff                |
| ↳ Weiß Kreuz Glühen (13 Folgen)                                                             | ヴァイスクロイツ・グリーエン                                                                    | 2002 als Fernsehserie | Ufotable                      |
| Welcome to Japan, Ms. Elf! (12 Folgen)                                                      | 日本へようこそエルフさん, Nihon e Yōkoso Erufu-san                                              | 2025 als Fernsehserie | Zero-G                        |
| White Album (26 Folgen)                                                                     | WHITE ALBUM                                                                                     | 2009 als Fernsehserie | Seven Arcs                    |
| ↳ White Album 2 (13 Folgen)                                                                 | WHITE ALBUM2                                                                                    | 2013 als Fernsehserie | Satelight                     |
| Wicked City                                                                                 | 妖獣都市, Yōjū Toshi                                                                            | 1987 als Film         | Madhouse                      |
| Wickie und die starken Männer (78 Folgen)                                                   | 小さなバイキング ビッケ, Chiisana Viking Vicke                                                  | 1972 als Fernsehserie | Nippon Animation              |
| Wild 7 (2 Folgen)                                                                           | ワイルド7, Wairudo 7                                                                            | 1994 als OVA          |                               |
| ↳ Wild 7: another Bōryaku Unga (13 Folgen)                                                  | ワイルド７ another 謀略運河, Wairudo 7: another Bōryaku Unga                                    | 2002 als Fernsehserie |                               |
| Die wilden Schwäne                                                                          | 世界名作童話 白鳥の王子, Sekai Meisaku Dōwa: Hakuchō Ōji                                        | 1977 als Film         | Tōei Animation                |
| Wind – A Breath of Heart (13 Folgen)                                                        | ウインド ア ブレス オブ ハート                                                                  | 2004 als Fernsehserie | Radix                         |
| Wind of Amnesia – Wind des Vergessens                                                       | 風の名はアムネジア, Kaze no Na wa Amnesia                                                       | 1990 als Film         | Madhouse                      |
| Windaria                                                                                    | ウインダリア, Once Upon a Time                                                                  | 1986 als Film         | Kaname Production             |
| Wings of Honneamise                                                                         | 王立宇宙軍 オネアミスの翼, Ōritsu Uchūgun: Oneamisu no Tsubasa                                  | 1987 als Film         | Gainax                        |
| Winter Sonata (26 Folgen)                                                                   | 冬のソナタ, Fuyu no Sonata, 겨울연가                                                            | 2009 als Fernsehserie | G&G, JM Animation             |
| Wise Man's Grandchild (12 Folgen)                                                           | 賢者の孫, Kenja no Mago                                                                         | 2019 als Fernsehserie | Silver Link                   |
| Witch Hunter Robin (26 Folgen)                                                              | ウィッチハンターロビン                                                                          | 2002 als Fernsehserie | Sunrise                       |
| Witchblade (24 Folgen)                                                                      | ウィッチブレイド                                                                                | 2006 als Fernsehserie | Gonzo                         |
| Witch Craft Works (12 Folgen)                                                               | ウィッチクラフトワークス, Witchi Kurafuto Wākusu                                                | 2014 als Fernsehserie | J.C.Staff                     |
| Wizard Barristers: Benmashi Cecil (12 Folgen)                                               | ウィザード・バリスターズ 弁魔士セシル, Wizādo Barisutazu: Benmashi Seshiru                      | 2014 als Fernsehserie | Arms                          |
| Wolf’s Rain (26 Folgen)                                                                     | ウルフズ・レイン, Urufuzu Rein                                                                  | 2003 als Fernsehserie | Bones                         |
| Wolverine (12 Folgen)                                                                       | ウルヴァリン                                                                                    | 2011 als Fernsehserie | Madhouse                      |
| Wonder Egg Priority (12 Folgen)                                                             | ワンダーエッグ・プライオリティ                                                                  | 2021 als Fernsehserie | CloverWorks                   |
| Working!! (13 Folgen)                                                                       | WORKING!!                                                                                       | 2010 als Fernsehserie | A-1 Pictures                  |
| ↳ Working’!! (13 Folgen)                                                                    | WORKING'!!                                                                                      | 2011 als Fernsehserie | A-1 Pictures                  |
| ↳ Working!!! (13 Folgen)                                                                    | WORKING!!!                                                                                      | 2015 als Fernsehserie | A-1 Pictures                  |
| ↳ WWW.Working!! (13 Folgen)                                                                 | WWW.WORKING!!                                                                                   | 2016 als Fernsehserie | A-1 Pictures                  |
| World Trigger (73 Folgen)                                                                   | ワールドトリガー, Wārudo Torigā                                                                 | 2014 als Fernsehserie | Tōei Animation                |
| World’s End Harem (11 Folgen)                                                               | 終末のハーレム, Shūmatsu no Hāremu                                                              | 2022 als Fernsehserie | Studio Gokumi, AXsiZ          |
| The World’s Finest Assassin Gets Reincarnated in Another World as an Aristocrat (12 Folgen) | 世界最高の暗殺者、異世界貴族に転生する, Sekai Saikō no Ansatsusha, Isekai Kizoku ni Tensei suru | 2021 als Fernsehserie | Silver Link, Studio Palette   |
| Wunderbare Pollyanna (51 Folgen)                                                            | 愛少女ポリアンナ物語, Ai Shōjo Porianna Monogatari                                              | 1986 als Fernsehserie | Nippon Animation              |
| Wunderbare Reise des kleinen Nils Holgersson mit den Wildgänsen (52 Folgen)                 | ニルスのふしぎな旅, Nirusu no fushigi na tabi, Nils Holgersson                                  | 1980 als Fernsehserie | Studio Pierrot                |
| Wundersame Geschichten (26 Folgen)                                                          | アニメ世界の童話, Anime sekai no dowa, Funky Fables                                             | 1991 als Fernsehserie |                               |